# Constantin Papfalvi
Constantin Papfalvi, Papfalvi Szilárd (magyaros névváltozat), eredetileg Păpuc v. Papuc (Papfalva, 1804 – Balázsfalva, 1892) román görögkatolikus kanonok, politikus.

## Élete
Apja kántor volt, családja rokonságban állt Ioan Lemeni püspökkel. A kolozsvári piarista gimnázium elvégzése után Balázsfalván görögkatolikus teológiát tanult, majd pappá szentelése után 1825-ben a szeminárium hittantanárává nevezték ki.
1833-tól vajdahunyadi plébános, 1841-től hátszegi vikárius, egyben 1839–1842-ben hunyadvidéki esperes volt.
1848 májusában részt vett az első balázsfalvi gyűlésen. A kolozsvári országgyűlésre Hátszeg és Vajdahunyad is megválasztotta képviselőnek, ő az utóbbi mandátumot fogadta el. Az Unió kihirdetése után részt vett a pesti országgyűlésen. 1848. szeptember 19-i felszólalása után magánbeszélgetésen fogadta Kossuth Lajos. Debrecenben ő volt a román képviselők korelnöke. 1849. április 15-én visszautazott Hunyadba.
1851-ben amnesztiát kapott. Egyháza ezután kanonokká nevezte nevezte ki és előbb a balázsfalvi papnevelde igazgatójaként, majd 1859-től az erdélyi görögkatolikus iskolák tanfelügyelőjeként dolgozott.
1867–1868-ban ismét képviselőséget vállalt, ezúttal a vingárdi kerületet képviselte a pesti országgyűlésben.
Önéletírása kiadatlan.